# Autor (Derecho penal)
En Derecho penal, el autor es el sujeto que comete un delito o una falta. 

## Concepto de autor
Cuando la acción u omisión típica, antijurídica, culpable y punible (delito o falta) es cometida por un solo sujeto, no hay problema; la dificultad aparece cuando son varias las personas que intervienen para llevarla a cabo. Existen varias teorías para delimitar jurídicamente la autoría de un delito:

### Teoría extensiva
Se basa en la idea causalista de que las aportaciones de todos los que intervienen en la ejecución del acto tienen el mismo valor (equivalencia de condiciones), de modo que se aproxima al concepto unitario de autor.

### Teorías restrictivas
Según la teoría subjetiva, es autor quien realice cualquier aportación causal con ánimo de ser autor, y partícipe el que realice cualquier aportación causal con ánimo de ser partícipe. El primero pretende realizar su propio hecho, el segundo quiere intervenir en un hecho ajeno. Esta teoría ha sido rechazada expresamente por la jurisprudencia española.
Para la teoría objetivo-formal, el autor actúa típicamente, mientras que el partícipe no; es decir, es el primero quien ejecuta la acción siguiendo los elementos típicos, mientras que el segundo lleva a cabo una aportación causal de menor relevancia que no se puede considerar típica. Delimita la autoría de la participación, pero no supera las dificultades de la autoría mediata ni de la coautoría.
La teoría objetivo-material apuesta por las doctrinas individualizadoras de la causalidad, que estiman que entre las distintas fuerzas que han contribuido a la realización del resultado se puede diferenciar entre causa y condiciones. Por ello, quien pone la causa será el autor, mientras que el que aporte solamente una condición será cómplice. La dificultad radica en distinguir entre causa y condición.
La teoría del dominio del hecho, que nace con Hans Welzel, defiende que es autor aquel que por la dirección final y siendo consciente del desarrollo causal hacia el resultado típico es señor de la realización del tipo. Esto es, el autor se caracteriza por el dominio final del suceso, mientras los partícipes carecen de tal dominio. El autor domina, dirige el curso de los hechos y puede interrumpirlo; los partícipes se limitan a auxiliar.

## Clases de autoría
- Autoría única inmediata: Este tipo de autoría corresponde con un único sujeto, el cual realiza directamente la acción típica mediante actos ejecutivos típicos. Pueden colaborar otros sujetos en la conducta típica pero no realizan actos ejecutivos sino que se tratan de conductas accesorias por lo que se les considera partícipes de la conducta típica del autor. Ejemplo A mata a B.

- Coautoría: Supone la colaboración de dos o más personas de mutuo acuerdo para realizar de forma colectiva la acción típica, cada uno de los autores ejecuta parte del hecho delictivo, pero actuando en común. A ninguno de ellos puede considerarse partícipe del otro. Ejemplo: A y B amenazan a un transeúnte con una pistola para robarle.

- Autoría mediata: Es autor mediato quien realiza el hecho típico utilizando a otro como instrumento. El autor es el que está detrás del que realiza directamente la acción típica, puede ser porque actúa sin libertad o sin conocimiento de la situación. Por tanto solo es imputable el autor mediato debido a la falta de dolo e imprudencia de los que realizan directamente el supuesto típico en este supuesto. Ejemplo: A cambia la medicación de B por veneno y C se lo prepara y sirve a B pensando que era su medicación.

## Regulación por países

### España
En el Derecho español, el Código Penal de 1995 específica quiénes serán considerados autores en su artículo 28:
«Son autores quienes realizan el hecho por sí solos, conjuntamente o por medio de otro del que se sirven como instrumento.
También serán considerados autores:
a) Los que inducen directamente a otro u otros a ejecutarlo.
b) Los que cooperan a su ejecución con un acto sin el cual no se habría efectuado».
Se observa, pues, que el texto legal español se decanta por la teoría del dominio del hecho: el autor será aquella persona que tuviera el dominio del hecho. Además, según afirma el artículo 27 CP, «Son responsables criminalmente de los delitos y faltas los autores y los cómplices». Por ello, los cómplices también podrán ser culpables.